# Pays-Bas aux Jeux olympiques d'hiver de 2006
Cet article contient des informations sur la participation et les résultats des Pays-Bas aux Jeux olympiques d'hiver de 2006 à Turin en Italie. Les Pays-Bas étaient représentés par 35 athlètes.

## Médailles
|          | Médaille d'or | Médaille d'argent | Médaille de bronze | Total |
| -------- | ------------- | ----------------- | ------------------ | ----- |
| Pays-Bas | 3             | 2                 | 4                  | 9     |

- Liste des vainqueurs d'une médaille (par ordre chronologique)
  - Sven Kramer  en patinage de vitesse sur 5 000 m H Résultats
  - Ireen Wüst  en patinage de vitesse sur 3 000 m F  Résultats
  - Renate Groenewold  en patinage de vitesse sur 3 000 m F Résultats
  - Sven Kramer, Mark Tuitert, Rintje Ritsma, Erben Wennemars et Carl Verheijen  en patinage de vitesse en poursuite par équipe H Résultats
  - Erben Wennemars  en patinage de vitesse dans l'épreuve du 1 000 m H Résultats
  - Marianne Timmer  en patinage de vitesse dans l'épreuve du 1 000 m F Résultats
  - Ireen Wüst  en patinage de vitesse sur 1 500 m F Résultats
  - Bob de Jong  en patinage de vitesse sur 10 000 m H Résultats
  - Carl Verheijen  en patinage de vitesse sur 10 000 m H Résultats

## Épreuves

### Bobsleigh
Bob à deux H
- Arend Glas
- Sybren Jansma

Bob à quatre H
- Arend Glas
- Sybren Jansma
- Arno Klaassen
- Vincent Kortbeek
- Cesar Gonzales (remplaçant)

Bob à deux F
- Ilse Broeders
- Eline Jurg
- Jeannette Pennings
- Kitty van Haperen
- Urta Rozenstruik (remplaçante)

### Patinage de vitesse
Hommes
- Jan Bos (500 m, 1 000 m, 1 500 m, 10 000 m)
- Bob de Jong (5 000 m)
- Stefan Groothuis (1 000 m)
- Sven Kramer (1 500 m, 5 000 m, 10 000 m, par équipe)  5 000 m
- Simon Kuipers (500 m, 1 500 m)
- Beorn Nijenhuis (500 m, 1 000 m)
- Rintje Ritsma (par équipe)
- Mark Tuitert (par équipe)
- Carl Verheijen (5 000 m, 10 000 m, par équipe)
- Erben Wennemars (500 m, 1 000 m, 1 500 m, par équipe)

Femmes
- Barbara de Loor (1 000 m)
- Annette Gerritsen (500 m, 1 000 m)
- Renate Groenewold (1 500 m, 3 000 m, 5 000 m, par équipe)  3 000 m
- Carien Kleibeuker (5 000 m)
- Moniek Kleinsman (1 500 m, 3 000 m, par équipe)
- Gretha Smit (5 000 m)
- Marianne Timmer (500 m, 1 000 m)
- Sanne van der Star (500 m)
- Paulien van Deutekom (1 500 m, par équipe)
- Ireen Wüst (1 000 m, 1 500 m, 3 000 m, par équipe)  3 000 m

### Short-track
- Cees Juffermans (500 m, 1 000 m, 1 500 m)
- Niels Kerstholt (1 500 m)
- Liesbeth Mau Asam (500 m, 1 000 m, 1 500 m)

### Snowboard
- Cheryl Maas
- Nicolien Sauerbreij